# 潘多酪面包

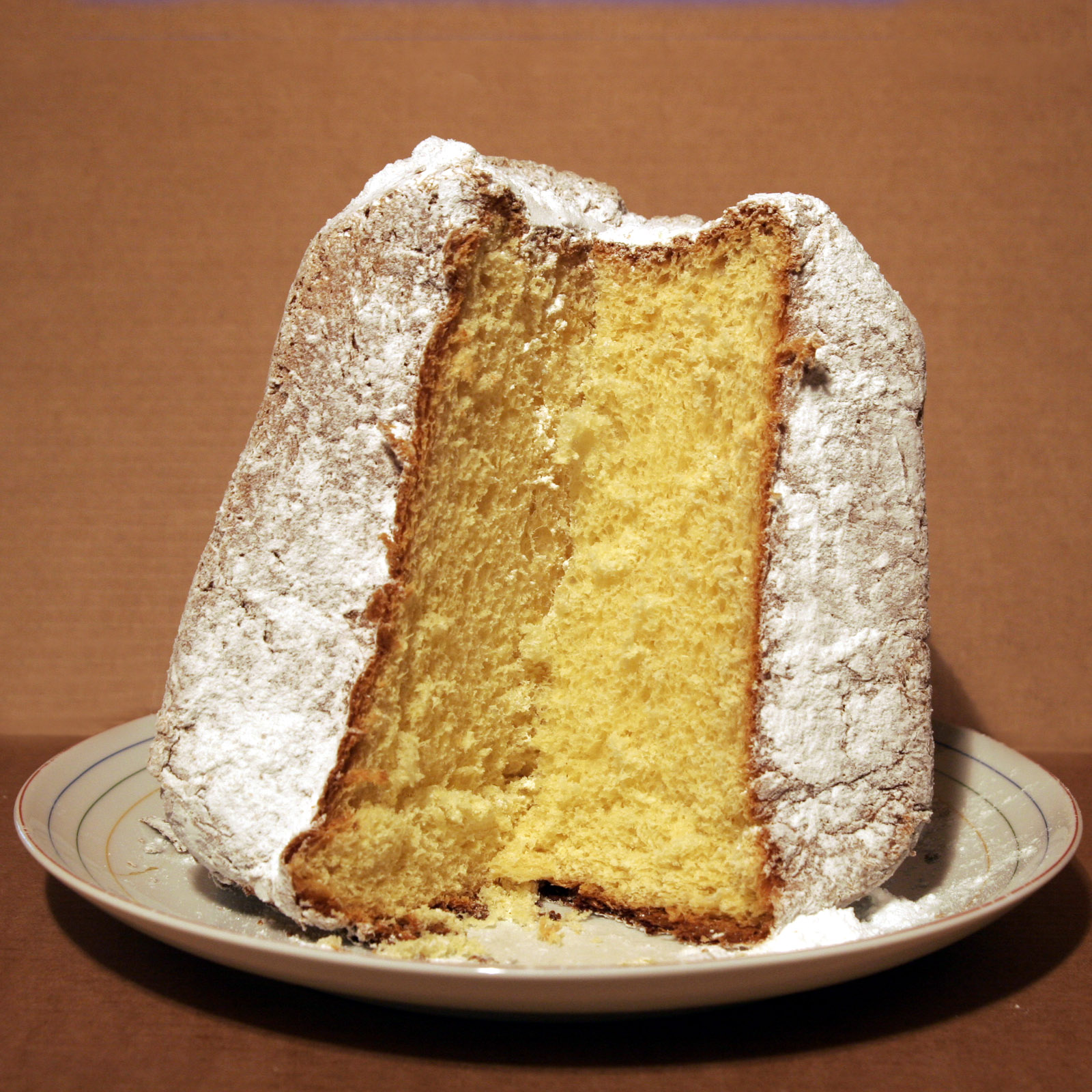
潘多酪面包的切面

潘多酪麵包（義大利語：pandoro），意為黃金麵包，是義大利傳統甜麵包，起源於維羅納，也是聖誕節和新年期間常見的節慶麵包。
它以特殊模型烘焙成切面為八角星形的锥台形狀，脫模後再於糕頂灑上香草味的細白糖粉，摹擬義大利阿爾卑斯山白雪皚皚的山峰，用於慶祝聖誕佳節。
近年，義大利人為增加潘多酪麵包的口感，也在糕體內挖洞，填入生奶油或香草口味的義式冰淇淋等餡料。抹醬也可以直接塗抹於麵包切片上。

## 歷史
潘多酪麵包歷史悠久，是古代烘焙藝術的產物。中世紀時，由於麵包是富人的食物，一般百姓頂多只能買得起黑麵包，潘多酪麵包並不風行。甜麵包多由貴族自家烘焙，而以雞蛋、奶油和砂糖或蜂蜜揉製的麵包更只出現在宮殿，稱為「皇家麵包」或「黃金麵包」。
在杜林的羅莎所撰的烹飪食譜《修女瑪麗亞·莎莉絲特·伽利略：給她父親的信》中，收錄許多17世紀的當代甜點，其中也記載了由麵粉、砂糖、奶油和雞蛋製成的「皇家麵包」。然而，早在1世紀，古羅馬的老普林尼便品嘗過潘多酪麵包，顯示麵包已具備雛形。古羅馬詩人維吉爾和歷史學家蒂托·李維曾讚美潘多酪麵包是以「最好的麵粉，結合雞蛋、奶油和橄欖油」製成。
潘多酪麵包在歷史上的第一次明確記載可追溯至18世紀，威尼斯貴族的料理。當時，歐洲糕點和發酵麵糰製造已以砂糖取代蜂蜜，而威尼斯是香料和砂糖的主要交易市場。其中，威尼斯的維羅納便發展出成熟而精緻的潘多酪麵包。1894年10月30日，多明尼克·梅拉伽提將潘多酪麵包的製作程序申請專利，開啟了潘多酪甜點麵包的現代史。

## 延伸阅读
- di Giovine, Elia.  [Pandoro. Secret success of a sweet from its origins to mass production]. Gemma Editco. 1989. ISBN 8889125284 （意大利语）.

## 外部連結
- （英文）義大利黃金麵包，義大利貿易局官方網站。